# 남자가 여자를 사랑할 때 (1993년 영화)
《남자가 여자를 사랑할 때》(영어: Boxing Helena)는 1993년 개봉한 미국의 아방가르드 스릴러 영화이다.

## 출연진
- 셰릴린 펜
- 줄리언 샌즈
- 빌 팩스턴
- 커트우드 스미스
- 아트 가펑클
- 베치 클라크

## 기타 제작진
- 협력 제작: 브리지트 칼랑, 로럴 아인 셀코
- 배역: 펀 캐슬
- 미술: 폴 허긴스